# Thüringer Orgelmuseum Bechstedtstraß

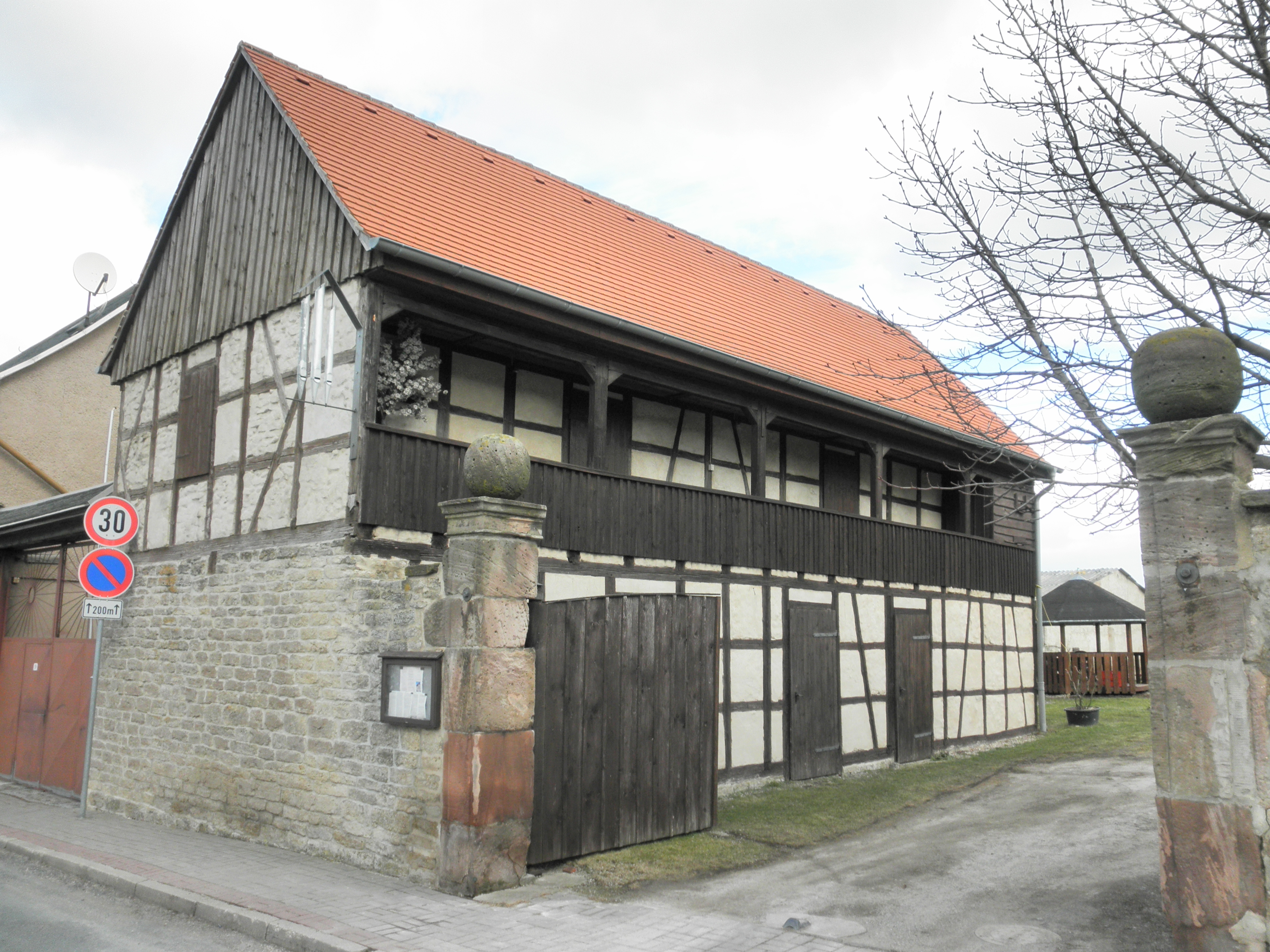
Ehemaliger Pfarrstall

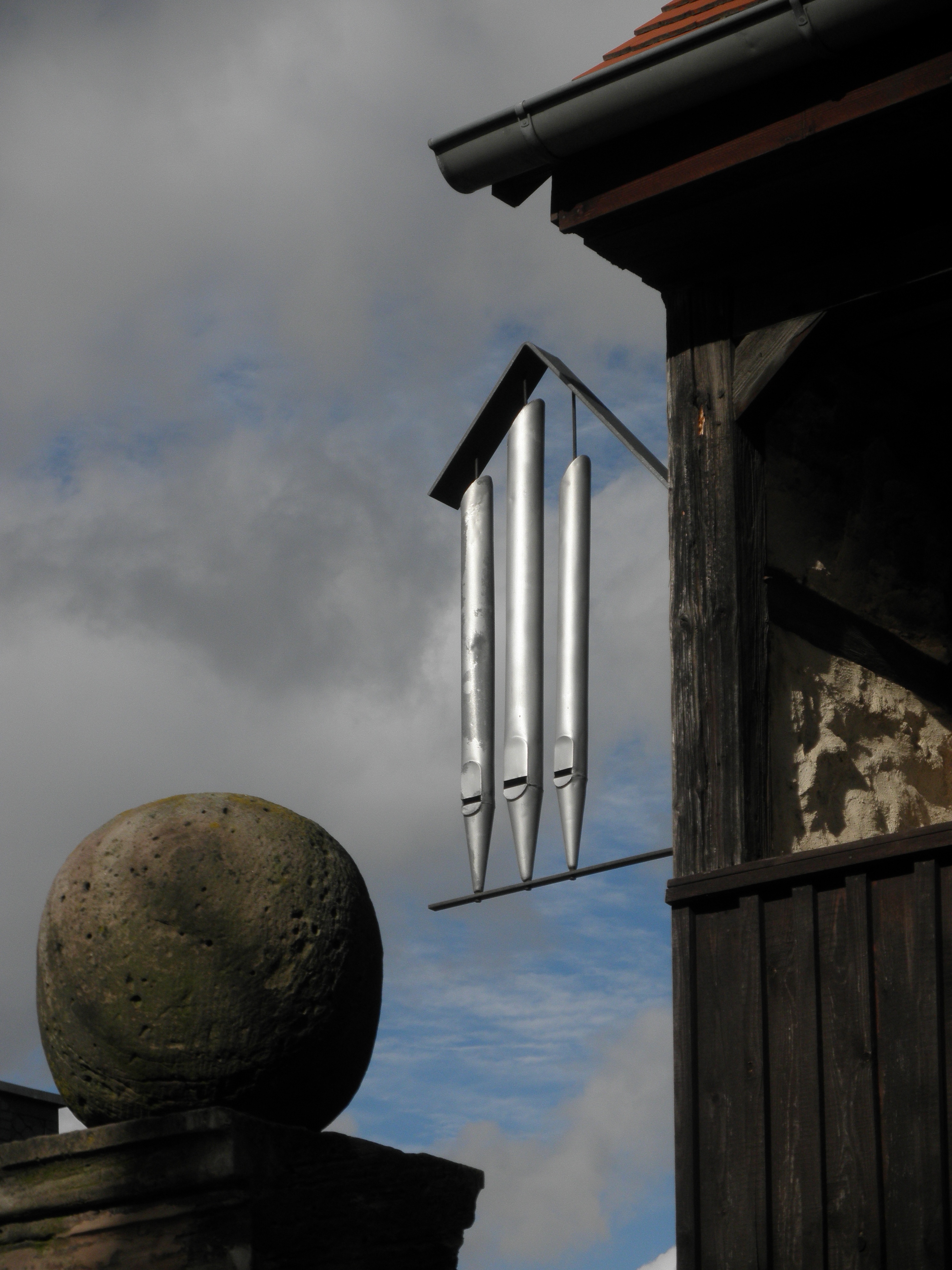
Orgelpfeifen am Museumsgebäude

Das Orgelmuseum „Gottlob Töpfer“ befand sich in Bechstedtstraß (Landkreis Weimarer Land) in Thüringen.

## Sammlung
Das Museum bestand zwischen 1988 und 2009 und wurde von dem inzwischen insolventen Verein Thüringer Orgelmuseum e.V. betrieben.
Teile der Sammlung des Museums werden heute neu aufgearbeitet im Orgelbaumuseum Klosterhäseler gezeigt.